# Lalo Schifrin
Boris Claudio "Lalo" Schifrin (Buenos Aires, 21 de junho de 1932 – Los Angeles, 26 de junho de 2025) foi um pianista, compositor, arranjador e maestro argentino-americano.

## Carreira
Ele era mais conhecido por sua vasta obra de trilhas sonoras para cinema e televisão desde os anos 1950, incorporando elementos musicais de jazz e latino-americanos junto a orquestrações tradicionais. Foi vencedor de cinco Grammy Awards, além de ter sido indicado a seis Academy Awards (Oscars) e quatro Emmy Awards.
Entre as composições mais famosas de Schifrin, destacam-se os temas de "Missão: Impossível" e "Mannix", bem como as trilhas de "Cool Hand Luke" (1967), "Bullitt" (1968), "THX 1138" (1971), "Enter the Dragon" (1973), "Os Quatro Mosqueteiros" (1974), "A Viagem dos Condenados" (1976), "The Eagle Has Landed" (1976), "Horror em Amityville" (1979) e a trilogia "A Hora do Rush" (1998–2007). Schifrin também foi notável por suas colaborações com Clint Eastwood do final dos anos 1960 aos anos 1980, particularmente na série de filmes "Dirty Harry". Ele compôs a fanfarra da Paramount Pictures usada de 1976 a 2004.
Em 2019, recebeu um Oscar Honorário da Academia de Artes e Ciências Cinematográficas, "em reconhecimento ao seu estilo musical único, integridade composicional e contribuições influentes para a arte da composição de trilhas sonoras para filmes."
Morreu no dia 26 de junho de 2025 aos 93 anos em razão de complicações devido a um quadro de pneumonia.